# Bârsău
Bârsău (Bereksző en hongrois) est une commune roumaine du județ de Satu Mare, dans la région historique de Transylvanie et dans la région de développement du Nord-ouest.

## Géographie
La commune de Bârsău est située dans le sud-est du județ, à la limite avec le județ de Maramureș, dans les collines de Codru, à 48 km au sud-est de Satu Mare, le chef-lieu du județ.
La municipalité est composée des deux villages suivants (population en 2002) :
- Bârsău de Jos (684) ;
- Bârsău de Sus (1 835), siège de la commune.

## Histoire
La première mention écrite des deux villages de Bârsău de Jos et de Bârsău de Sus date de 1470.
La commune, qui appartenait au royaume de Hongrie, faisait partie de la principauté de Transylvanie et elle en a donc suivi l'histoire.
Après le compromis de 1867 entre Autrichiens et Hongrois de l'empire d'Autriche, la principauté de Transylvanie disparaît et, en 1876, le royaume de Hongrie est partagé en comitats. Bârsău intègre le comitat de Szatmár (Szatmár vármegye).
À la fin de la Première Guerre mondiale, l'Empire austro-hongrois disparaît et la commune rejoint la Grande Roumanie au traité de Trianon.
En 1940, à la suite du deuxième arbitrage de Vienne, elle est annexée par la Hongrie jusqu'en 1944, période durant laquelle sa communauté juive est exterminée par les nazis. Elle réintègre la Roumanie après la Seconde Guerre mondiale au traité de Paris en 1947.

## Politique
Le conseil municipal de Bârsău compte 11 sièges de conseillers municipaux. À l'issue des élections municipales de juin 2008, Traian Cuirdeș (PSD) a été élu maire de la commune.
| Parti                          | Nombre de conseillers |
| ------------------------------ | --------------------- |
| Parti social-démocrate (PSD)   | 7                     |
| Parti démocrate-libéral (PD-L) | 3                     |
| Parti national libéral (PNL)   | 1                     |

## Religions
En 2002, la composition religieuse de la commune était la suivante :
- Chrétiens orthodoxes, 87,89 % ;
- Pentecôtistes, 11,90 %.

## Démographie
En 1910, à l'époque austro-hongroise, la commune comptait 2 357 Roumains (94,39 %) et 133 Hongrois (5,33 %).
En 1930, on dénombrait 2 355 Roumains (96,16 %), 42 Juifs (1,71 %), 31 Hongrois (1,27 %) et 21 Tsiganes (0,86 %).
En 1956, après la Seconde Guerre mondiale, 2 917 Roumains (99,52 %) côtoyaient 13 Tsiganes (0,44 %).
En 2002, la commune comptait 2 516 Roumains (99,88 %). On comptait à cette date 940 ménages et 780 logements.
| 1850  | 1880  | 1890  | 1900  | 1910  | 1920  | 1930  | 1941  | 1956  |
| ----- | ----- | ----- | ----- | ----- | ----- | ----- | ----- | ----- |
| 2 072 | 2 221 | 2 408 | 2 397 | 2 497 | 2 358 | 2 449 | 2 496 | 2 931 |

| 1966  | 1977  | 1992  | 2002  | 2007  | - | - | - | - |
| ----- | ----- | ----- | ----- | ----- | - | - | - | - |
| 3 083 | 3 126 | 2 796 | 2 519 | 2 428 | - | - | - | - |

## Économie
L'économie de la commune repose sur l'agriculture et l'élevage. L'artisanat traditionnel est très vivace.

## Communications

### Routes
La route régionale DJ193B relie la commune à pomi au nord tandis que la DJ193E file vers Fărcașa à l'est.

## Lieux et monuments
- Bârsău de Jos, église orthodoxe de 1867[8].
- Bârsău de Sus, église orthodoxe de la Naissance de la Vierge (Nașterea Maicii Domnului) datant de 1828, classée monument historique[8],[9].